# Baltalimanı
Baltalimanı és una mahalle del districte de Sarıyer (Istanbul), a la costa europea del Bòsfor entre Bahçeköy i Rumelihisarı. Pren el seu nom de Balta-oghlu Sulayman Beg que dirigia la flota otomana quan fou conquerida Constantinoble (1453). Correspon a la clàssica Phaidalia o Gynaikon Limen (Portus Mulierum). Al Segle XV un escriptor turc diu que els grecs l'anomenaven Sarantacopa a causa d'un pont de fusta sobre la maresma veïna. Al segle xviii va esdevenir una platja de moda entre la burgesia de la capital otomana i encara ho era al segle xix.
És famosa perquè s'hi va signar tres tractats:
- La convenció angloturca del 16 d'agost de 1838 que donava diverses avantatges comercials als anglesos i la clàusula de nació més afavorida, i decretava l'abolició dels monopolis comercials a tots els territoris otomans.
- El tractat d'amistat, de comerç i navegació turcobelga de 3 d'agost de 1839.
- La convenció russo-turca d'1 de maig de 1849 que modificava els reglaments orgànics de 1831 referits als principats danubians.